# Jon Eilert Bøgseth
Jon Eilert Bøgseth, né le 22 février 1959, est un sauteur à ski norvégien.

## Carrière
Il fait ses débuts dans l'élite dans la Tournée des quatre tremplins en 1980-1981 et quelques semaines plus tard, il obtient son premier top dix en Coupe du monde à Ironwood (Michigan) (9e), puis son premier podium à Chamonix (3e), le menant au quinzième rang du classement général. 
Il ne concourt pas en 1981-1982
Il obtient deux autres quatrièmes places en 1983 pour son ultime saison à ce niveau.

## Palmarès

### Coupe du monde
- Meilleur classement général : 15e en 1981.
- 1 podium individuel : 1 deuxième place.

#### Différents classements en Coupe du monde
| Année | Classement général final |
| 1981  | 15e                      |
| 1983  | 19e                      |